# بوري بنائي
بوري بنائي (بالفارسية: پوری بنایی) (11 أكتوبر 1940) ممثلة إيرانية .
عملت في أكثر من 85 فيلم روائي بين عامي 1965 و1979. خلال فترة تمثيلها قبل الثورة الإيرانية، عملت مع مخرجين مثل مهدي ريسفيروز ، وصموئيل خاشكيان، ومسعود كيميائي، وفرخ غفاري، وفريدون جوله. أكثر عروضها التي لا تُنسى كانت ضمن أفلام الموجة السينمائية الإيرانية الجديدة مثل قيصر مسعود كيميائي في عام 1969 وماندريك للمخرج فريدون جول.

## النشاط السينمائي
كما عملت في بعض الأفلام الأجنبية مثل: حادثة قنبلة النيوترون إخراج ليزلي هـ. مارتينسون التي شاركت فيها ببطولة بيتر جريفز. في فيلم آخر من إخراج فريدون جول، المسمى القمر ومورمور (1977) ، كما شاركت في البطولة مع جون أيرلندا وميكي روني . اختارها جاننيجوليسكو وبهروز وثوقي للعب أدوار زوجين في فيلمه الأخير( الستة الذين لا يُقهرون (1970). اختارها جوني ساتو، المخرج الياباني للممثلة الرئيسية في تكيفه عام 1973 للمانغا ، Golgo 13.

## بعد ثورة 1979
غادر العديد من الممثلين والممثلات الإيرانيين بعد ثورة 1979، على الرغم من أن بوري بنائي تم استدعاؤها إلى سجن إيفين سيئ السمعة لاستجوابها، فقد قررت البقاء في إيران، واقتصر نشاطها على الظهور ضمن الأدوار الثانوية في الافلام الروائية الطويلة.

## روابط خارجية
- بوري بنائي على موقع IMDb (الإنجليزية)
- بوري بنائي على موقع قاعدة بيانات الفيلم (الإنجليزية)
- بوري بنائي على موقع كينوبويسك (الروسية)